# Kristelig Folkepartis Ungdom
Kristelig Folkepartis Ungdom (KrFU) er det norske Kristelig Folkepartis ungdomsorganisation. KrFUs leder (2019) hedder Edel-Marie Haukland.

## Ekstern henvisning
- KrFUs hjemmeside